# Warzęchowe Turnie

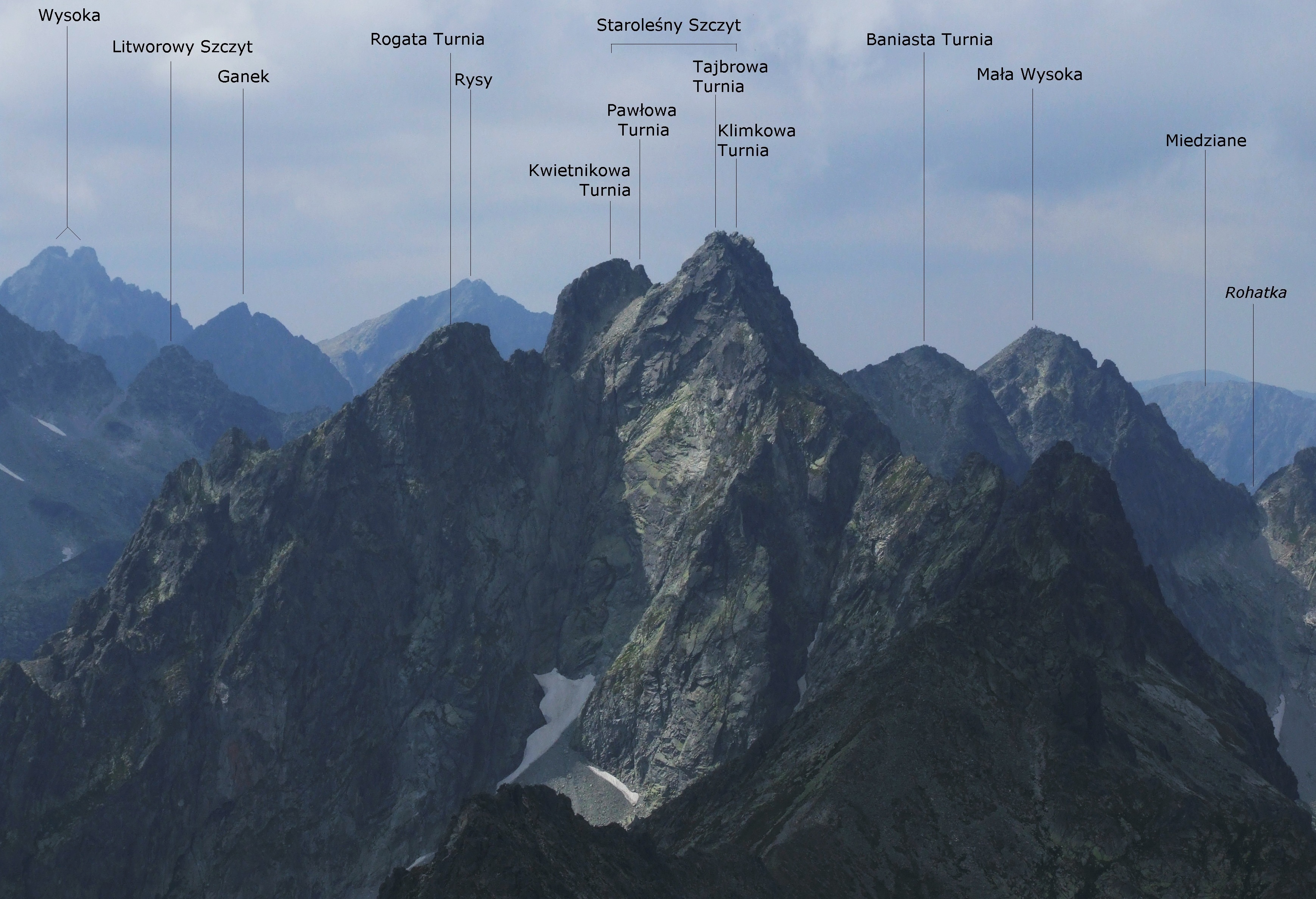
Warzęchowe Turnie widoczne poniżej Staroleśnego Szczytu

Warzęchowe Turnie (słow. Skrinicové veže, niem. Kastenbergtürme, węg. Szekrényestornyok) – grupa dwóch turni znajdujących się w Nowoleśnej Grani w słowackich Tatrach Wysokich. Od masywu Staroleśnego Szczytu (dokładnie od Staroleśnej Kopy) oddzielają je Staroleśna Szczerbina, Staroleśna Igła i Wyżnia Staroleśna Szczerbina, a od grupy Nowoleśnych Turni (dokładnie od Zadniej Nowoleśnej Turni) oddzielone są Usypistą Szczerbiną. Na żadną z tychże turni nie prowadzą żadne znakowane szlaki turystyczne, są one dostępne jedynie dla taterników.
Nazwa Warzęchowych Turni pochodzi od położonego poniżej Warzęchowego Stawu. Leży on u stóp ich ścian, w Dolinie Staroleśnej.
Obiekty w grani Warzęchowych Turni począwszy od Staroleśnej Szczerbiny:
- Zadnia Warzęchowa Turnia (Západná Skrinicová veža),
- Warzęchowa Przełączka (Skrinicová štrbina),
- Skrajna Warzęchowa Turnia (Východná Skrinicová veža),
- Usypista Szczerbina (Sesterská lávka).